# Tjärnberget
Tjärnberget este o arie protejată (arie specială de conservare — SAC, sit de importanță comunitară — SCI) din Suedia întinsă pe o suprafață de 11,2 ha, integral pe uscat.

## Localizare
Centrul sitului Tjärnberget este situat la coordonatele 59°40′19″N 13°31′16″E / 59.6719°N 13.5211°E.

## Înființare
Situl Tjärnberget a fost declarat sit de importanță comunitară în ianuarie 2002 pentru a proteja 1 specie de plante. Situl a fost protejat și ca arie specială de conservare în martie 2011.

## Biodiversitate
Situată în ecoregiunea boreală, aria protejată conține 2 habitate naturale: Păduri fino-scandinave bogate în ierburi cu Picea abies, Taiga vestică.
La baza desemnării sitului se află o specie protejată de  plante: Saxifraga osloensis.